# Залив ајкула
Залив ајкула (енгл. Shark Bay) залив је на списку светске баштине у регији Гаскојн Западне Аустралије.
Ова област, површине 2.200.902 ha (5.438.550-acre), налази се на приближно 800 km (500 mi) северно Перта, на најзападнијој тачки аустралијског континента. Званично Унесково навођење Залива ајкула као места светске баштине гласи:
Воде, острва и полуострва Залива ајкула…имају бројне изузетне природне карактеристике, укључујући једно од највећих и најразноврснијих налазишта морске траве на свету. Међутим, имовина је најчувенија због строматолита (колоније заједница модрозелених бактерија које формирају чврсте, куполасте наносе за које се наводи да су најстарији облици живота на Земљи). Имовина је позната и по богатом морском животу, укључујући велику популацију дугонга, а пружа и уточиште за бројне друге глобално угрожене врсте.